# سپیده عبدالوهاب

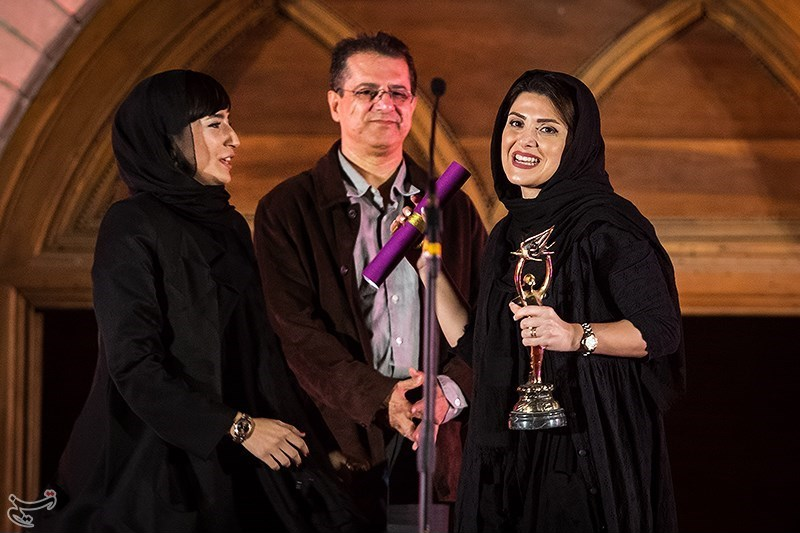
اهدای تندیس بهترین تدوین به سپیده عبدالوهاب برای فیلم چند متر مکعب عشق توسط نگار جواهریان

سپیده عبدالوهاب (زادهٔ ۲ بهمن ۱۳۶۲) تدوین‌گر اهل ایران است. وی فرزند هایده صفی‌یاری تدوین‌گر، و محسن عبدالوهاب، نویسنده و کارگردان سینما است.

## تدوین
- روزی روزگاری آبادان (۱۳۹۹)
- خانه ارواح (۱۳۹۹)
- دست‌انداز (۱۳۹۸)
- عروسی مردم (۱۳۹۸)
- بی‌صدا حلزون (۱۳۹۸)
- بهشت گمشده (۱۳۹۷)
- رقص روی شیشه (۱۳۹۷)
- ایکس‌لارج (۱۳۹۷)
- لابیرنت (۱۳۹۷)
- در وجه حامل (۱۳۹۶)
- دشمن زن (۱۳۹۶)
- درساژ (۱۳۹۶)
- خیابان دیوار (۱۳۹۶)
- سد معبر (۱۳۹۵)
- حریم شخصی (۱۳۹۵)
- پل خواب (۱۳۹۴)
- متولد ۶۵ (۱۳۹۳)
- مرگ ماهی (۱۳۹۳)
- چند متر مکعب عشق (۱۳۹۲)
- کلاشینکف (۱۳۹۲)
- ملبورن (۱۳۹۲)
- خسته نباشید! (۱۳۹۱)
- زندگی مشترک آقای محمودی و بانو (۱۳۹۱)
- قصه‌ها (۱۳۹۰)
- آزمایشگاه (۱۳۹۰)
- برف روی کاج‌ها (۱۳۹۰)
- زندگی خصوصی آقا و خانم میم (۱۳۹۰)
- بهشت اینجاست (۱۳۸۹)
- آینه‌های روبرو (۱۳۸۸)
- راز دشت تاران (۱۳۸۸)
- لطفاً مزاحم نشوید (۱۳۸۸)
- وقتی همه خوابیم (۱۳۸۷)
- حیران (۱۳۸۷)
- چند روز بعد (۱۳۸۵)
- خون‌بازی (۱۳۸۵)
- عصر جمعه (۱۳۸۴)
- هفت (مجموعه نمایش خانگی) (۱۴۰۲)

## جشنواره‌ها
- برنده سیمرغ بلورین بهترین تدوین از بیست و هفتمین دوره جشنواره فیلم فجر برای فیلم وقتی همه خوابیم - ۱۳۸۷
- برنده سیمرغ بلورین بهترین تدوین از بیست و پنجمین دوره جشنواره فیلم فجر برای فیلم خون بازی - ۱۳۸۵
- نامزد سیمرغ بلورین بهترین تدوین از چهلمین دوره جشنواره فیلم فجر برای فیلم خائن کشی - ۱۴۰۰